# La Ville-aux-Bois-lès-Dizy

La Ville-aux-Bois-lès-Dizy este o comună în departamentul Aisne din nordul Franței. În 1 ianuarie 2022 avea o populație de 203 de locuitori.